# Haplocarpha
Haplocarpha là một chi thực vật có hoa trong họ Cúc (Asteraceae).

## Loài
Chi Haplocarpha gồm các loài: